# Вер (Австрия)

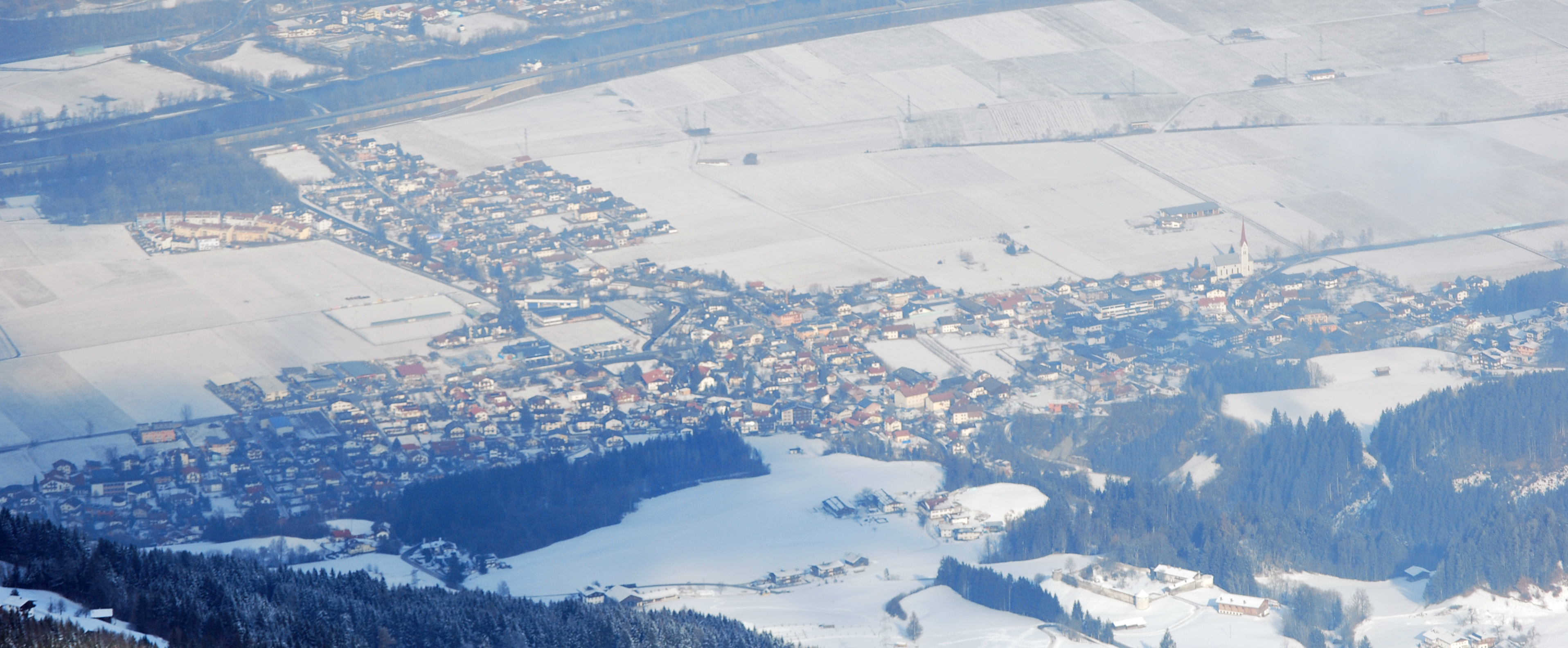

Вер (нем. Weer) — коммуна в Австрии, в федеральной земле Тироль.
Входит в состав округа Швац. Площадь коммуны составляет 5,61 км², население — 1640 человек (1 января 2021), плотность населения — 287 чел./км². Официальный код — 70937.

## Население
| Год  | Численность |
| ---- | ----------- |
| 1869 | 473         |
| 1889 | 466         |
| 1890 | 484         |
| 1900 | 473         |
| 1910 | 559         |
| 1923 | 594         |
| 1934 | 586         |
| 1939 | 629         |
| 1951 | 777         |
| 1961 | 889         |
| 1971 | 1195        |
| 1981 | 1313        |
| 1991 | 1341        |
| 2001 | 1383        |
| 2011 | 1547        |
| 2021 | 1640        |

## Политическая ситуация
Бургомистр коммуны — Франц Унтерлехнер по результатам выборов 2004 года.
Совет представителей коммуны (нем. Gemeinderat) состоит из 13 мест.